# Christian kulmi püspök
Christian kulmi püspök más néven Olivai Christian (lengyelül Christian z Oliwy) (1180. k. – Sulejów, 1245. december 4.) dán ciszterci szerzetes Kulm (Chłemnó) püspöke, majd Poroszország első püspöke, a pogány poroszok egyik térítője.
Pomerániában Kolbatz kolostorában (ma Kołbacz, Lengyelország) lett szerzetes, innen tovább indult Olivába (ma Oliwa, mely Gdańsk lengyel város része), s itt élt 1209-ig. III. Ince pápa és II. Valdemár dán király megbízására 1209-ben Łęknóba ment, ahol az ottani ciszterek a pogány balti poroszok megtérítésével foglalkoztak. A következő évben Christian térítőként részt vett Valdemar poroszországi keresztes-hadjáratában. Az elkövetkező több mint öt évben általában békés eszközökkel terjesztette a poroszok körében a kereszténységet, többek között egy Sarvabuno nevű nemzetségfőt is ő keresztelt meg.
Munkája aránylag eredményes volt, ezért a pápa 1215-ben egy missziós püspökséget hozott létre a poroszok szomszédságában, Kulmban, hogy onnan folytassák tovább a pogányok térítését. Ennek fejévé Christiant tette és hozzácsatolta még Sarvabuno szállásterületét is.
Rövidesen a békés hittérítések teljesen kudarcot vallottak, mert a poroszok mindjobban agresszívan viszonyultak a kereszténységhez. Így került sor a Német Lovagrend megtelepedésére 1226-ban Kulmban. A lovagokat az országba behívó Mazóviai Konrád a kulmi püspökséget is a lovagoknak adta – minden előzetes pápai hozzájárulás nélkül.
A lovagrendnek sikerült jogot szerezni a császárnál minden porosz terület feletti fennhatóságra, s a lengyelek kizárták a hódítások részesedéséből. Christian és Konrád ekkor egy másik lovagrendet hozott létre 1228-ban, a Dobrini Testvérek Rendjét, amelyhez Christian rokoni kapcsolatai révén pomerániai és mecklenburgi lovagok is csatlakoztak. A rend viszont gyenge maradt és 1235-ben el kellett hagynia Kulmot, majd 1240 után teljesen megszűnt.
Christian a német lovagok 1233-tól kezdődő poroszországi hadjárataiban tevékenyen részt vett az alávetett poroszság megtérítésében. A pápa porosz püspökké nevezte ki, s 1243-ig még három püspökséget hozott létre a meghódított területeken (a samlandit, az ermlandit és a pomezániait).

1245-ben halt meg a közép-lengyelországi Sulejów kolostorában.